# Alexander Hamilton U.S. Custom House
La Alexander Hamilton U.S. Custom House (in origine U.S. Custom House, in italiano Palazzo della dogana) è un edificio storico di New York, situato in 1 Bowling Green, nel distretto finanziario di Manhattan. Il palazzo, inserito nel National Register of Historic Places è ora sede del National Museum of the American Indian. La sua fama è inoltre accresciuta dal fatto di essere stato usato come esterno per il Museo delle Arti di Manhattan nel film Ghostbusters 2.

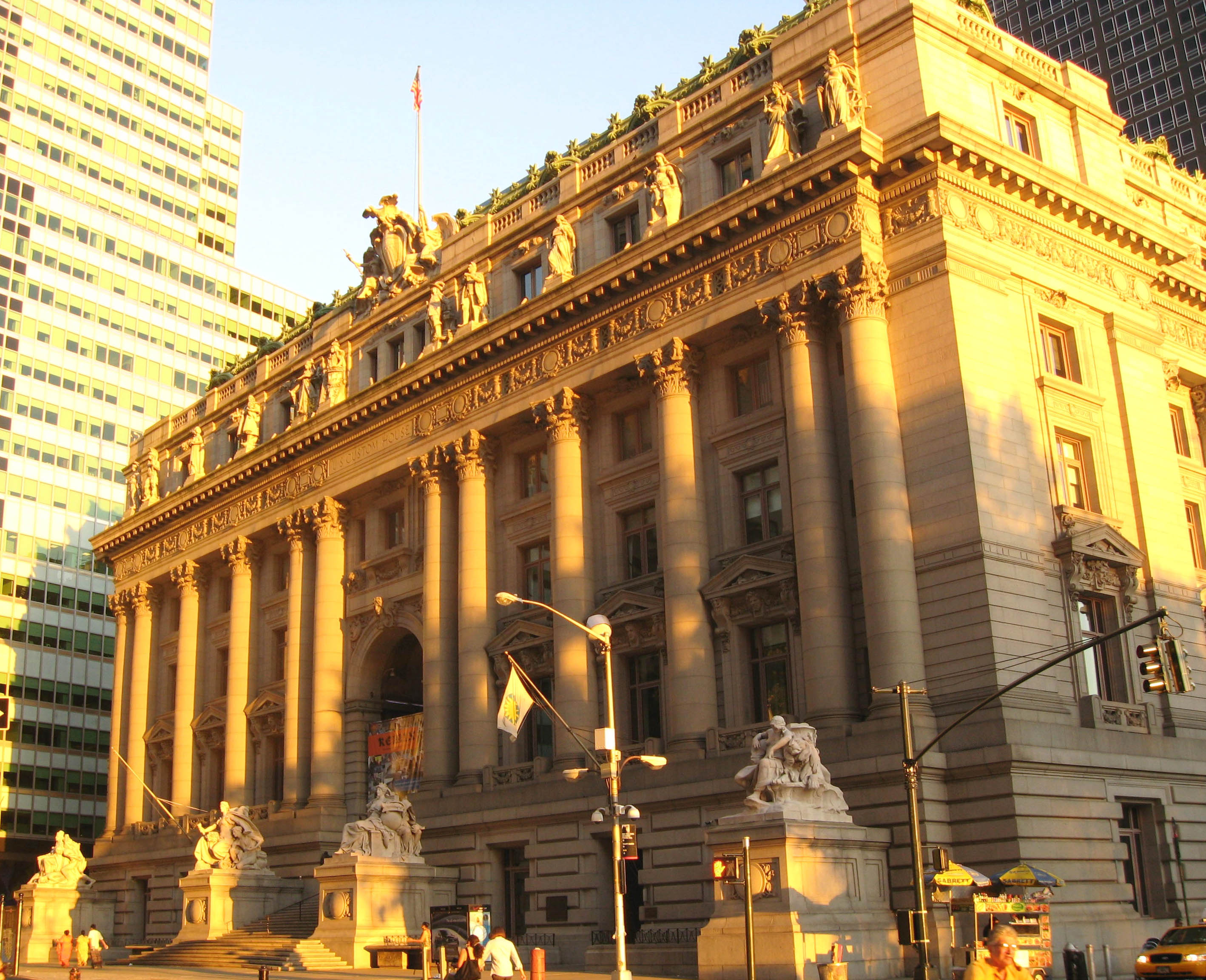
Facciata principale della Custom House

## Storia e descrizione
Il palazzo fu progettato da Cass Gilbert, a seguito di un concorso indetto nel 1899 per la realizzazione della dogana del porto di New York, ormai diventato il più importante della nazione. Il palazzo, concluso nel 1907, fu scelto per la sua monumentalità, frutto dello stile di Gilbert, influenzato dalle teorie dell'École des Beaux-Arts francesi, e valse come rampa di lancio per la futura carriera del prima sconosciuto architetto.
La monumentale facciata, resa tale anche grazie ad un ordine gigante di colonne, è un misto di stili francesi sia dell'epoca che classici; molte sculture allegoriche decorano la facciata, su tutte le statue dei quattro continenti. Il palazzo fu progettato in una strada già allora molto trafficata e disposto in modo da creare un passaggio obbligato attorno all'edificio, in modo che potesse essere osservato da più persone possibile.